# Hoàng hôn ở Chaophraya (phim 2013)
Hoàng hôn ở Chaophraya (คู่กรรม, Khu Kam) là bộ phim điện ảnh Thái Lan về lãng mạn, chiến tranh do Kittikorn Liasirikun đạo diễn. Được chuyển thể từ tiểu thuyết Koo Kam / Nghiệt duyên của Thommayanti, câu chuyện là một mối tình tay ba, lấy bối cảnh Chiến tranh thế giới thứ hai tại Thái Lan, và mô tả mối tình ngang trái giữa một sĩ quan Hải quân Đế quốc Nhật Bản và một phụ nữ Thái Lan tham gia Cuộc kháng chiến của người Thái tự do. Được phát hành vào ngày 4 tháng 4 năm 2013. Một trong năm bộ phim đạt doanh thu cao nhất (phim Thái Lan) năm 2013.
Diễn viên chính Nadech Kugimiya trong vai Kobori, một sĩ quan quân đội Nhật Bản Đội quân xâm lược Xiêm La, và trong vai Angsumalin (Hideko), một phụ nữ Xiêm trẻ tuổi có tình cảm với Kobori rất phức tạp bởi ý thức chủ nghĩa dân tộc mạnh mẽ, chống Nhật Bản và ý định kết giao lãng mạn với một người bạn thời thơ ấu khi anh ta trở về từ nước ngoài.
Câu chuyện mô tả mối tình đầu dưới góc nhìn của các nhân vật trẻ, và nó ảnh hưởng như thế nào đến cuộc sống và khát vọng của họ.
Phim điện ảnh ra gần với thời điểm phiên bản truyền hình của Channel 5 của Sukrit Wisedkaew và Nuengthida Sophon.

## Nội dung
Lấy bối cảnh năm 1939, những ngày đầu của Thế chiến thứ hai ở Siam, bộ phim bắt đầu bằng Angsumalin gặp gỡ lần cuối với người bạn thời thơ ấu của cô, một thanh niên người Thái tên là Vanus. Anh ấy sẽ đến Anh để đi học, và hy vọng rằng Angsumalin sẽ đợi anh ấy và kết hôn với anh ấy khi anh ấy trở về.
Ngay sau đó, Thái Lan bị quân đội Nhật Bản xâm lược. Tại Thonburi, đối diện với Bangkok trên sông Chaophraya, Hải quân Đế quốc Nhật Bản thiết lập một căn cứ. Lực lượng ở đó được dẫn dắt bởi Kobori, một đội trưởng trẻ đầy lý tưởng. Một ngày nọ, anh nhìn thấy Angsumalin đang bơi trên sông và phải lòng cô. Cô, là một phụ nữ Thái có tinh thần dân tộc tự hào, coi thường anh vì anh là người nước ngoài.
Tuy nhiên, Kobori vẫn tiếp tục gặp cô ấy và nảy sinh mối quan hệ tán tỉnh. Angsumalin thấy rằng Kobori là một quý ông và bắt đầu yêu anh ta, nhưng cô ấy đã giữ bí mật tình cảm của mình vì chiến tranh và vì sự tham gia của cô ấy với kháng chiến.
Sau đó, vì lý do chính trị, cha của Angsumalin - người lãnh đạo cuộc kháng chiến của người Thái Tự do, nhất quyết yêu cầu cô kết hôn với Kobori. Hiểu rằng Angsumalin sẽ không kết hôn với mình vì tình yêu, Kobori hứa sẽ không chạm vào cô ấy, nhưng anh đã phá vỡ lời thề đó sau đám cưới.
Mặc dù vậy, Angsumalin nảy sinh tình cảm dịu dàng với Kobori, nhưng vẫn bị giằng xé bởi tình cảm của cô ấy dành cho đất nước của mình và cảm thấy có lỗi với Vanus, khi sự trở lại của người đàn ông dẫn đến xung đột giữa hai người đàn ông.

## Diễn viên
- Nadech Kugimiya trong vai Kobori
- Oranate D. Caballes trong vai Angsumalin (tên tiếng Nhật là Hideko)
- Nitis Warayanon trong vai Vanus
- Surachai Juntimakorn trong vai Pol
- Mongkol U-tok trong vai Bua
- Tatsunobu Tanikawa trong vai Takeda
- Kullapong Boonnak trong vai cha của Angsumalin
- Mereena Mungsiri trong vai người mẹ của Angsumalin
- Jumnean Jareansub trong vai bà của Angsumalin

## Ca khúc nhạc phim
- อังศุมาลิน (คู่กรรม) Angsumalin - Nadech Kugimiya
- อังศุมาลิน (คู่กรรม) Hideko - Yusuke Namikaw (bản tiếng Nhật)

## Giải thưởng và đề cử
| Năm  | Giải                              | Hạng mục            | Đề cử                 | Kết quả   |
| ---- | --------------------------------- | ------------------- | --------------------- | --------- |
| 2014 | Suphannahong National Film Awards | Best Actor          | Nadech Kugimiya       | Đoạt giải |
| 2014 | Suphannahong National Film Awards | Most Popular Actor  | Nadech Kugimiya       | Đoạt giải |
| 2014 | Suphannahong National Film Awards | Best Costume Design | Worathon Kritsanaklin | Đoạt giải |
| 2014 | Suphannahong National Film Awards | Best Make-up        | Montri Wadia-Iad      | Đề cử     |
| 2014 | Suphannahong National Film Awards | Best Original Song  | Vichaya Vatanasapt    | Đề cử     |
| 2014 | Suphannahong National Film Awards | Best Visual Effects |                       | Đề cử     |
| 2014 | STARPICS Film Awards              | Best Actor          | Nadech Kugimiya       | Đoạt giải |
| 2014 | Kom Chud Luek Awards              | Best Actor          | Nadech Kugimiya       | Đoạt giải |
| 2014 | Bangkok Critics Assembly Awards   | Best Actor          | Nadech Kugimiya       | Đoạt giải |